# NGC 5511
NGC 5511 (другие обозначения — NGC 5511B, MCG 2-36-50, ZWG 74.141, VV 299, 8ZW 381, PGC 50771) — галактика в созвездии Волопас.
Этот объект занесён в новый общий каталог несколько раз, с обозначениями NGC 5511, NGC 5511B.
Этот объект входит в число перечисленных в оригинальной редакции «Нового общего каталога».